# نارندورف
نارندورف (به آلمانی: Nahrendorf) یک شهر در آلمان است که در Dahlenburg واقع شده‌است. نارندورف ۱٬۳۵۵ نفر جمعیت دارد.